# ويليامسون هارتلي هورن
ويليامسون هارتلي هورن (بالإنجليزية: Williamson Hartley Horn)‏ هو سياسي أمريكي، ولد في 15 يوليو 1799، وتوفي في 1870.